# لیث بن علی بن لیث
لیث بن علی صفاری (۹۰۹ تا ۹۱۰ میلادی) چهارمین امیر سلسله صفاری بود.
لیث بن علی پسر علی بن لیث و برادرزادهٔ یعقوب لیث و عمرو لیث صفاری است که توانست برای مدت اندکی امیر صفاریان شود. در سال ۲۷۷ هجری قمری، علی بن لیث که بدست عمرو بن لیث زندانی شده بود، توانست به کمک پسرانش، یعنی لیث و معدل، از زندان بگریزد. علی به‌همراه دو پسرش، لیث و معدل، به خراسان رفتند و نزد رافع بن هرثمه پناهنده شدند. در سال ۲۸۰ هجری بعد از مرگ علی بن لیث، پسرانش به خدمت رافع درآمدند. پس از مرگ رافع در جنگ با عمرو بن لیث در سال ۲۸۳ هجری، لیث بن علی و برادرش، معدل، که در خدمت رافع بودند، اسیر شدند. چند سال بعد، پس از شکست عمرو بن لیث از سامانیان، لیث بن علی به سیستان گریخت و با سبک اری ارتباط برقرار کرد و به خدمت وی درآمد. وی به عنوان فرمانده و جنگجو در نبرد فتح فارس از خلافت عباسی و چند نبرد دیگر حضور داشت. چند سال بعد، سبک اری او را با یک سپاه به مکران فرستاد تا حاکم مکران، مادیان عیسی بن ماد، را که از دادن خراج به امیر خودداری کرده‌بود مطیع کند. سبک اری به او دستور داد که به مکران برود و پسران مادیان را به اسارت بگیرد تا او مجبور به اطاعت شود. اما لیث سرپیچی کرد و به کرمان گریخت. بعد از این ماجرا سبک اری سپاهی را برای سرکوب لیث فرستاد و وقتی که نیروهای سبک اری به کرمان رسیدند، سپاهیان لیث وی را رها کرده و به سپاه سبک اری پیوستند، لذا او مجبور به فرار به سمت سیستان شد. دراواخر سال ۲۹۵ هجری، بعد از فرار به سیستان، لیث موفق شد زرنگ را تصرف کند با وجود اینکه طاهر بن محمد سعی کرد لیث را شکست دهد ولی در نهایت این طاهر بود که مجبور به فرار شد. لیث در سال بعد به عنوان امیر انتخاب شد. او سپاهی تحت فرماندهی برادرش، معدل، به غزنه فرستاد تا شورش‌های آنجا را سرکوب کند. معدل در نبرد غزنه شرکت کرد ولی پس از مدتی لیث دستور بازگشت او را صادر کرد. در همان سال، لیث به همراه برادرش به فارس لشکرکشی کردند و توانستند سبک اری را، که در این منطقه بود، شکست دهند. بعد از این شکست و فرار سبک اری به سمت غرب، وی از خلیفه درخواست کمک کرد و خلیفه مونس خادم را به کمک وی فرستاد. با شروع دوباره جنگ و شکست لیث، وی مجبور شد تا با خادم صلح کند ولی سبک اری نپذیرفت و به جنگ ادامه داد. پس لیث عقب‌نشینی کرد ولی در آخر این سبک اری بود که توانست لیث را شکست و اسیر کند و به بغداد بفرستد. لیث تا آخر عمر در آنجا به عنوان تبعیدی ماند تا اینکه سرانجام در رقه در سال ۳۱۶ هجری چشم از جهان فروبست.